# Староверов, Яков Петрович
Яков Петрович Староверов (1904—1955) — старший лейтенант Рабоче-крестьянской Красной Армии, участник Великой Отечественной войны, Герой Советского Союза (1943).

## Биография
Яков Староверов родился 21 марта 1904 года в селе Чинчурино (ныне — Тетюшский район Татарстана). После окончания трёх курсов строительного техникума работал плотником. В 1926—1928 годах проходил службу в Рабоче-крестьянской Красной Армии. В июне 1941 года Староверов повторно был призван в армию. С августа того же года — на фронтах Великой Отечественной войны. В 1942 году Староверов окончил курсы младших лейтенантов.
К октябрю 1943 года гвардии лейтенант Яков Староверов командовал взводом управления 200-го гвардейского лёгкого артиллерийского полка 3-й гвардейской лёгкой артиллерийской бригады 1-й гвардейской артиллерийской дивизии прорыва 60-й армии Воронежского фронта. Отличился во время битвы за Днепр. В составе стрелкового батальона переправившись через Днепр, взвод Староверова протянул связь между его берегами и корректировал огонь своего полка, что позволило уничтожить 3 скопления боевой техники, 4 батареи миномётов, 9 пулемётных точек, 4 наблюдательных пункта противника.
Указом Президиума Верховного Совета СССР от 17 октября 1943 года гвардии лейтенант Яков Староверов был удостоен высокого звания Героя Советского Союза с вручением ордена Ленина и медали «Золотая Звезда» за номером 2069.
После окончания войны в звании старшего лейтенанта Староверов был уволен в запас. Проживал и работал в Астрахани. Скончался 17 августа 1955 года.
Был также награждён орденом Отечественной войны 1-й степени и рядом медалей.
В честь Староверова названа улица в Астрахани.